# Brug 932

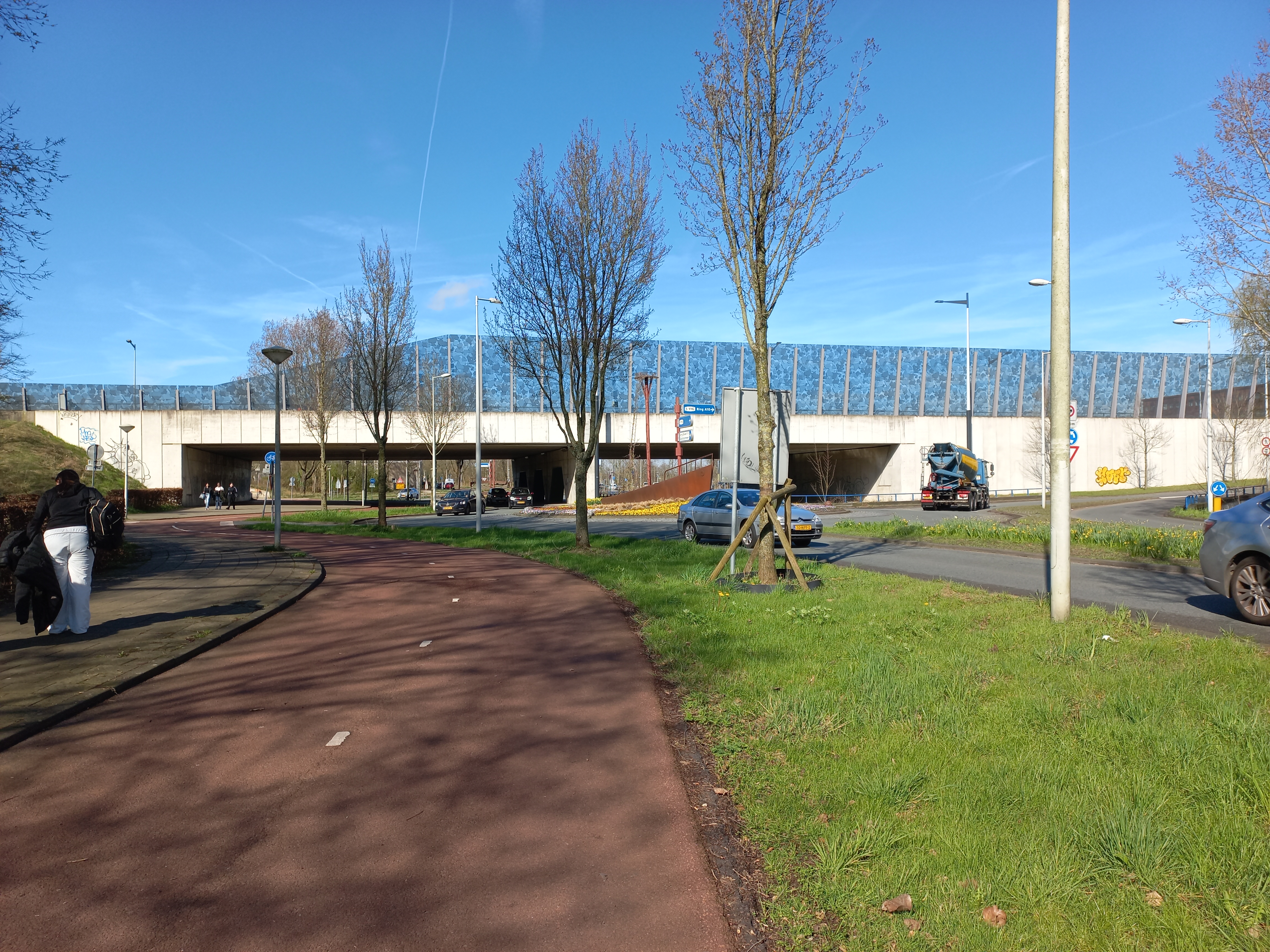
Brug 932 in maart 2024)

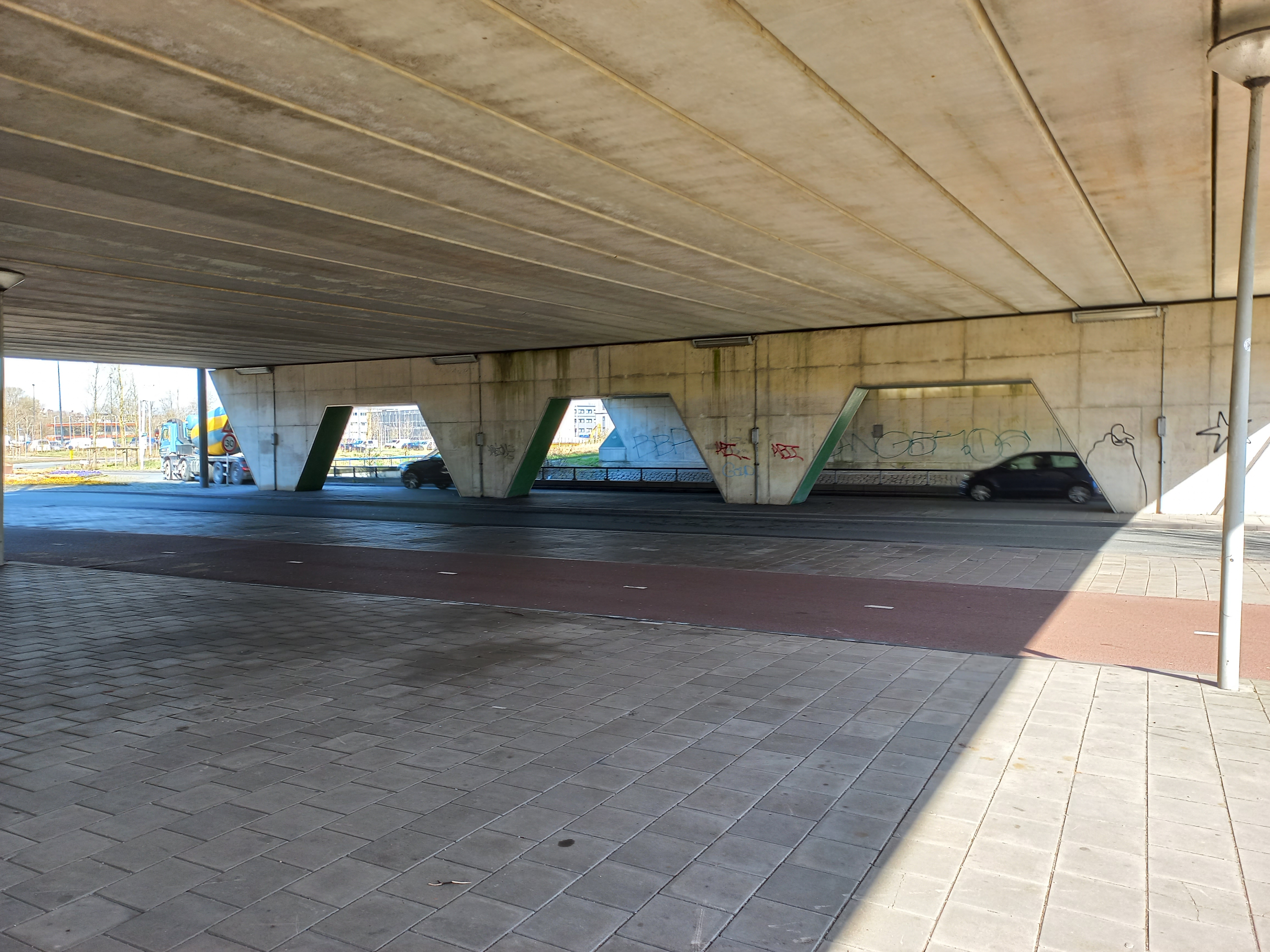
Onderaanzicht (maart 2024)

Brug 932 is een bouwkundig kunstwerk in Amsterdam-Noord.

## 1966
Architect Dirk Sterenberg (esthetisch) en de Dienst der Publieke Werken (technisch) ontwierpen in november 1965 een viaduct dat kwam te liggen op de ongelijkvloers kruising van de Nieuwe Leeuwarderweg en Nieuwe Purmerweg. Sterenburg heeft hier in de omgeving meerdere bruggen ontworpen. Voor deze kruising kwam een relatief groot viaduct, want behalve de rijdekken boven voor alleen snelverkeer, moest de overspanning van 43 meter over tweemaal een strook voet/fietspad en twee maal één rijstrook. Om het geheel te dragen waren drie sets van brugpijlers noodzakelijk.  Het viaduct leek daarbij enigszins op de viaducten die Sterenburg ontwierp voor de Cornelis Lelylaan (een doorgang verlaagd uitgevoerd). Vanaf zomer 1966 werd er aan het viaduct gebouwd. In de zomer van 1969 reden er al auto’s overheen, maar was de aansluitend infrastructuur nog niet aangesloten.

## 21e eeuw
Rond 2010 kreeg de Nieuwe Leeuwarderweg te maken met aanzienlijke aanpassing. In plaats van constant te liggen op een dijklichaam, werd een deel verdiept aangelegd, maar moest dan toch weer klimmen om over dit viaduct heen te kunnen komen. Het viaduct heeft na die aanpassingen een ander uiterlijk gekregen. Onbekend is of een (deels) nieuw viaduct is neergelegd of dat de bestaande constructie is aangepast. Het viaduct heeft vanaf 2009 nog slechts één zichtbare set van brugpijlers, de landhoofden lijken opgevuld. Behalve autoverkeer gaat vanaf dan ook de Noord/Zuidlijn over het viaduct. Omdat de Gemeente Amsterdam na de aanpassing van de weg ook overging tot ontwikkeling tot de wijk Elzenhagen-Zuid werden er in 2018/2019 nieuwe (verhoogde) geluidsschermen geplaatst. Net als bij andere kunstwerken werd daarbij een hederamotief gebruikt.

## Kunst
Aan beide zijden van het viaduct ligt in de middenberm van de onderliggende rotonde een artistiek kunstwerk in de vorm van twee scheepsresten. De rotonde kreeg daarom wel de aanduiding botonde.    
<<< · 900 · 901 · 904 · 905 · 906 · 907 · 908 · 909 · 912 · 913 · 914 · 915 · 916 · 917 · 918 · 919 · 920 · 923 · 924 · 930 · 932 · 933 · 934 · 935 · 936 · 937 · 939 · 943 · 944 · 945 · 946 · 947 · 948 · 949 · 950 · 951 · 952 · 953 · 954 · 956 · 957 · 958 · 959 · 960 · 961 · 962 · 963 · 964 · 965 · 966 · 967 · 968 · 970 · 971 · 972 · 973 · 974 · 975 · 978 · 979 ·  980 · 981 · 984 · 985 · 986 · 987 · 988 · 989 · 990 · 991 · 992 · 993 · 994 · 995 · 996 · 997 · 998 · 999 · >>>
Brugnummers  902, 903, 910, 911, 920, 921, 922, 925, 926, 927, 928, 929, 931, 937, 938, 940, 941, 942, 955, 969, 976, 977, 982, 983 zijn niet (meer) vergeven.